# زمرین، طرطوس
زمرین (به عربی: زمرین) یک روستا در سوریه است که در استان طرطوس واقع شده‌است. زمرین ۲٬۱۳۲ نفر جمعیت دارد.